# Дерби деле Изоле
Дерби деле Изоле (на италиански: Derby delle Isole), е името на футболното дерби между отборите на Палермо и Каляри. В превод названието означава Дерби на островите - става въпрос за островите Сицилия и Сардиния, на които са разположени съответно градовете Палермо и Каляри.

## Резултати
|      | Мачове | Палермо | Равенства | Каляри |
| Общо | 41     | 7       | 17        | 17     |